# Rutshuru
Rutshuru este un oraș din Republica Democrată Congo.